# لبناني في الجامعة (فلم)
لبناني في الجامعة فيلم مصري تم إنتاجه عام 1947، من إخراج حسين فوزي و بطولة صباح ومحمد سلمان.

## قصة الفيلم
يرتبط شاب وفتاة جامعيين بعلاقة حب، إلا أن هناك فتاة أخرى تحب هذا الشاب وتحاول أن تستولي عليه، لكنها لا تنجح في هذا فتدبر للتفرقة بينه وبين من أحب، فترسل لوالده المقيم في لبنان رسالة تشوه فيها سلوك الابن ومن ارتبط بها وتصفه بأنه يحيا حياة الطيش والاستهتار دون الاهتمام بدراسته الجامعية، بمجرد وصول رسالة الوشاية إلى الوالد حتى يغضب على ابنه ويقطع عنه ما كان يرسله له من نقود، مما يضطر الابن الطالب إلى العمل حتى يستطيع أن ينفق على نفسه وعلى دراسته الجامعية ولا يكتفي الفتاة الجامعية التي يعذيها حبها الأحادي بما فعلت، بل تدبر كثير من المكائد والاحتيالات التي تفرق بها بين الحبيبين إلى أن يحضر والد الشاب من لبنان فيعرف مدى كفاح ابنه في عمله الذي لا يليق به ومدى إخلاص من أحب، تنكشف الحقيقة أمام الوالد ويعرف الطالب اللبناني مدى أنانية الفتاة الماكرة التي أحبته ويعمل الوالد على زيادة أواصر الارتباط بين ابنه وفتاته التي يرحب بها في لبنان.

## فريق العمل
إخراج: حسين فوزي
تأليف: وفيق العلايلي(مؤلف)/حسن توفيق (سيناريو وحوار)
طاقم العمل:
- صباح
- محمد سلمان
- بشارة واكيم
- زوزو نبيل
- إسماعيل ياسين
- ثريا فخري

## روابط خارجية
- مقالات تستعمل روابط فنية بلا صلة مع ويكي بيانات